# (6692) 1985 HL
(6692) 1985 HL (1985 HL, 1952 DD3, 1989 FD) — астероїд головного поясу.
Тіссеранів параметр щодо Юпітера — 3,380.